# Kybos columbiana
Kybos columbiana är en insektsart som först beskrevs av Hamilton 1972.  Kybos columbiana ingår i släktet Kybos och familjen dvärgstritar.
Artens utbredningsområde är British Columbia. Inga underarter finns listade i Catalogue of Life.